# Chojęcin
Chojęcin is een plaats in het Poolse district  Kępiński, woiwodschap Groot-Polen. De plaats maakt deel uit van de gemeente Bralin en telt 510 inwoners.